# カロ艇
駆逐艇（くちくてい）は、大日本帝国陸軍が開発・運用した高速戦闘艇（戦闘用舟艇）。名称は高速艇丙（こうそくていへい）・カロ艇（-てい）とも。
魚雷艇や潜水艦との戦闘を目的として、主に帝国陸軍船舶部隊の海上駆逐大隊に配備された。

## 開発経緯
第一次世界大戦後、陸軍は上陸戦に備えて各種舟艇の整備を進めた。1920年代後期には（上陸時の上陸用舟艇護衛・支援攻撃を目的とした）砲艇相当の装甲艇（AB艇）、同年代中後期には（上陸時の偵察を目的とした）高速偵察艇の高速艇甲(HB-K)、1930年代初期には（舟艇母船同士の指揮連絡を目的とした）連絡艇の高速艇乙(HB-O)をそれぞれ開発し、演習のみならず、日中戦争（支那事変）の実戦で運用し効果をあげていた。
駆逐艇（カロ艇）の前身となる高速艇丙は、停泊中の特殊船（揚陸艦）や軍隊輸送船を敵潜水艦から護衛するためのいわゆる小型駆潜艇として、1941年（昭和16年）頃に開発が始まった。陸軍運輸部によって建造された試作艇は、大戦当時は既に旧式である航空機用エンジンである九八式八〇〇馬力発動機を流用、3基搭載し、最高速力42.0 ktと極めて優秀な高速性能を発揮した。
太平洋戦争（大東亜戦争）が勃発し東南アジア・南太平洋方面が主戦地になると、連合国軍の魚雷艇が日本軍の小型舟艇にとっての新たな脅威となってきたが、従来の装甲艇は武装は強力なものの低速（最高11.5 kt）であり、逆に高速（最高38 kt）を誇る高速艇甲は非武装ないし軽武装である為、いずれもアメリカ海軍のPTボートといった高速重武装の魚雷艇には十分に対抗できなかった。そこで、小型駆潜艇として開発されていた高速艇丙を一部設計変更し、対魚雷艇用の高速戦闘艇としての機能も追加することになった。
1943年（昭和18年）3月に試作1号艇が横浜ヨット工作所で起工され、8月に竣工した。翌年11月には改良された試作2号艇が竣工し、実用試験を経て、九八式八〇〇馬力発動機を2基（最高速力37 kt）とし武装を強化したものが駆逐艇第一型式として採用され量産が開始された。

## 装備
第一型式では、口径20mmの機関砲である九八式高射機関砲2門（基筒式）、爆雷投下軌条2基（海軍供与の三式爆雷10個）、発煙筒2基、陸軍独自開発の簡易対潜ソナーである「ら号装置」を装備する。
第二型式以降では、速射砲である四式三十七粍舟艇砲（九八式三十七粍戦車砲を原型としており、舟艇で運用するために防水栓や水抜き穴の追加といった改修を行ったもの）を主砲として1門、副武装として九八式高射機関砲を艇尾に1門、爆雷投下軌条2基（三式爆雷12個）、「ら号装置」を装備する。

## 実戦
専門の運用部隊として、1943年12月に海上駆逐第1大隊（通称号：暁16708）が編成された。編制は海上駆逐大隊本部と5個海上駆逐中隊、材料廠からなる。各海上駆逐中隊は6個小隊（各駆逐艇1隻）で定数6隻だったが、実数は不足していた。
海上駆逐第1大隊自体は隷下中隊が各戦線に分遣されており、第2中隊はフィリピン戦、第3中隊は沖縄戦に参加したが、空襲で多くの被害を受けた。第1中隊以下の大隊主力は日本海方面で活動した。
このほか、海上機動旅団の海上輸送隊にも護衛として10隻が配備される予定であったが、実現しなかった。

## バリエーション
- 第一型式 - 九八式八〇〇馬力発動機2基を動力とした主生産型。1943年末から1944年（昭和19年）前半に約40隻生産。
- 第二型式 - 九八式八〇〇馬力発動機の不足から、機関をハ1乙 九七式六五〇馬力発動機（空冷式星型航空機用ガソリンエンジン）2基に変更したもの。爆雷搭載数を2個追加。重量増と馬力低下のために最高速力は1.3kt低下した。1944年8月以降に約20隻生産。
- 第三型式 - 第二型式の速力向上を企図し、機関を850馬力の空冷エンジンに強化したもの。試作のみ。
- 第四型式 - プロペラ推進式に変更した滑走艇タイプ。試作のみ。

## 参考資料
- 藤田昌雄 「『陸軍船舶隊』の知られざる記録(2)」『丸』2008年5月号、潮書房。